# Saunders A.10
Saunders A.10 là một mẫu máy bay tiêm kích do hãng Saunders tự phát triển.

## Tính năng kỹ chiến thuật
Dữ liệu lấy từ London 1988, tr. 92.
Đặc điểm tổng quát
- Kíp lái: 1
- Chiều dài: 24 ft 5 in (7.44 m)
- Sải cánh: 32 ft 0 in (9.75 m)
- Chiều cao: 9 ft 9 in (2.97 m)
- Diện tích cánh: 273 ft2 (25.36 m2)
- Trọng lượng rỗng: 2.674 lb ( kg)
- Trọng lượng có tải: 3.467 lb ( kg)
- Động cơ: 1 × Rolls-Royce F.XI kiểu động cơ piston 12 xy-lanh thẳng hàng, làm mát bằng nước, 480 hp (358 kW)

Hiệu suất bay
- Vận tốc cực đại: 200 mph (322 km/h)
- Trần bay: 29.000 ft (8.840 m)

Vũ khí trang bị
- 2× Súng máy Vickers.303 in (7,7 mm)